# آلباتروس‌های بزرگ
آلباتروس‌های بزرگ (نام علمی: Diomedea) سرده‌ای از آلباتروس‌ها است که در گذشته شامل همهٔ آلباتروس‌ها، به جز آلباتروس‌های دوده‌ای بود. این سرده بعدها به چند سرده کوچکتر تقسیم شد و امروزه دارای ۶ یا ۷ گونه است. از میان این اعضا، آلباتروس سرگردان و آلباتروس سلطنتی جنوبی دارای بزرگترین جثه در میان دیگر آلباتروس‌ها هستند و همچنین جزو بزرگ‌جثه‌ترین پرندگان دریایی به شمار می‌روند.
پهنای بال بزرگترین گونه‌های آلباتروس‌های بزرگ بیش از ۳.۴ متر است که از هر پرنده‌ی دیگری بزرگتر است. 
اعضای این سرده به شرح زیر هستند:
- آلباتروس‌های بزرگ (Diomedea)
  - آلباتروس سرگردان،  Diomedea exulans
  - آلباتروس آنتیپودی، Diomedea (exulans) antipodensis
  - آلباتروس آمستردام، Diomedea (exulans) amsterdamensis
  - آلباتروس تریستان، Diomedea (exulans) dabbenena
  - آلباتروس سلطنتی شمالی، Diomedea (epomorpha) sanfordi
  - آلباتروس سلطنتی جنوبی، Diomedea epomophora